# Высоцкий, Сергей Александрович (писатель)
Серге́й Алекса́ндрович Высо́цкий (род. 17 февраля 1931, Ленинград, СССР) — советский писатель, журналист и прозаик, автор детективов.

## Биография
Родился 17 февраля 1931 года в Ленинграде. Помимо Ленинграда, в 30-е годы проживал с родителями также в Хибиногорске (с 1934 года — Кировск) Мурманской области. В 1941—1942 годах находился в осаждённом Ленинграде. Летом 1942 года был эвакуирован через Ладогу из Ленинграда. Три года провёл в детском доме, в пермском селе Сива. В пермской больнице от дистрофии умирает его мать. Ленинградская блокада, которую С. А. Высоцкий прошёл в детском возрасте, позже найдёт отражение в его повестях: «Увольнение на сутки» (1971), «Пунктирная линия» (1988), «Антиквары» (1985) и в потрясающем сюжете рассказа «Неизвестный голландский мастер» (1977). Ярко, талантливо и пронзительно звучат сцены голодного и замёрзшего блокадного города, однако в городе не все голодали. Были такие, кто менял старинные книги и произведения искусства на кусок хлеба, а после войны становились заслуженными коллекционерами. Кто-то наладил кустарное производство хлебных карточек, а кто-то работал на продуктовом складе и мог вынести что-то съестное. На вопрос прокурора, стоит ли замахиваться на святое понятие — блокадные годы, главный герой повести «Пунктирная линия» Игорь Васильевич Корнилов спокойно отвечает: «Да ведь кого только не было в Ленинграде! И шпионы ракеты пускали. И воры карточки крали. Люди же в блокадном городе жили, а не святые. И от этого их подвиг не станет бледнее».
После войны С. А. Высоцкий возвращается в Ленинград, оканчивает в 1951 году гидрометеорологическое отделение географического факультета Ленинградского арктического училища, окончил три курса юридического факультета Ленинградского университета, окончил отделение журналистики Высшей партийной школы [Источник: Журнал «Искатель». 1997. № 3 (219)]. После окончания арктического училища работал в комсомольских органах Ленинграда (комсорг политуправления Главсевморпути). В начале 60-х годов Высоцкий — главный редактор ленинградской молодёжной газеты «Смена», где были напечатаны его первые очерки.
В 1964 году переехал в Москву и начал работать в газете «Комсомольская правда» (заместитель главного редактора) и журналах «Молодая гвардия» (ответственный секретарь журнала), «Огонёк» (заместитель главного редактора). В 1967 году в качестве специального корреспондента газеты «Комсомольская правда» находился в командировке во Вьетнаме. Именно Сергей Высоцкий создавал и был первым главным редактором литературно-художественного и юридического журнала «Человек и закон». В этом издании сошлись оба его увлечения: литература и право. Соединились интересы Сергея Высоцкого и в том литературном жанре, который стал основным в его творчестве — в детективе. Его имя хорошо известно многим миллионам читателей. (Источник: Безуглов А. А. Несколько строк об авторе этой книги. В кн. С. А. Высоцкого «Частный сыщик». СПб.: ВИС, 1994. С. 3 — 5.). Первая книга Высоцкого «Спроси зарю» вышла в издательстве «Молодая гвардия» в 1969 году. С 1975 года — член Союза писателей СССР.
Творческий путь С. А. Высоцкого в жанре детектива, как он сам позже рассказывал, начался в 1972 г. после разговора с Юрием Михайловичем Чурбановым, в те годы — заместителем начальника политического управления внутренних войск МВД СССР (позже — заместитель министра внутренних дел СССР). «…Юрий Чурбанов попросил меня написать о лучших комсомольцах во внутренних войсках, — рассказывает С. А. Высоцкий в интервью журналу „Искатель“ (1997). — Но, ознакомившись с уникальными материалами архива, я решил написать о работе уголовного розыска. И вскоре появилась повесть „Пропавшие среди живых“…» [Источник: Журнал «Искатель». 1997. № 3 (219)]
Несмотря на переезд в Москву, в произведениях «ленинградского цикла» С. А. Высоцкого продолжают быть отчётливо видны яркие образы ленинградской жизни. Читая «Наводнение», «Среду обитания», «Пропавших среди живых», читатель как будто бы переносится в Ленинград 70-х годов. У читателя даже не возникает сомнений, что автор как будто бы сам работает на Литейном проспекте в доме 4, где в советское время размещалось ГУВД Леноблгорисполкома. Образы Корнилова, Бугаева, Белянчикова и других сотрудников милиции написаны очень натурально. Как говорит сам автор, прототипом главного героя нескольких его романов был генерал Михаил Иванович Михайлов, начальник управления уголовного розыска, а позднее заместитель начальника ГУВД Леноблгорисполкома (Источник: Высоцкий С. А. «Автопортрет на фоне криминала» // Роман-газета. 2003. № 19). Видна и истинно ленинградская география: уголки Васильевского острова, набережные Невы, музыка вечерней зори на крейсере «Аврора», старые коммунальные квартиры и ленинградские дворы — колодцы, трамвай на Литейном проспекте, дачные посёлки и сосновый бор на берегу Финского залива, глухие деревни под Лугой. А. А. Безуглов, коллега С. А. Высоцкого по детективному жанру, отмечает, что «герои книг Высоцкого ярки и неординарны, а главное, узнаваемы. Это люди, живущие среди нас, и поэтому читатель так остро сопереживает вместе с ними. Прозу Высоцкого отличает хороший русский язык, особая, присущая лишь этому автору, стилистика…» (Источник: Безуглов А. А. Несколько строк об авторе этой книги. В кн. С. А. Высоцкого «Частный сыщик». СПб.: ВИС, 1994. С. 3 — 5). В произведениях «московского цикла» после 1991 года главным героем выступает следователь прокуратуры, а впоследствии частный детектив, Владимир Петрович Фризе.
О выборе фамилии главного героя произведений «московского цикла» С. А. Высоцкий рассказывает в интервью журналу «Искатель»: « — В школе у меня был товарищ по фамилии Фризе. И вот как-то, начиная новый роман, я открыл наугад старый справочник „Весь Петроград“, как обычно делаю в поисках фамилий героев, и сразу же наткнулся на фамилию Фризе. Удивительное совпадение!…».
Помимо произведений детективного жанра «ленинградского цикла» и «московского цикла», С. А. Высоцкий в конце 80-х — начале 90-х гг. пробует также и документально-исторический жанр. Он изучает архивные документы, собирает воспоминания современников, читает старые газеты. По результатам этих исследований появились документальные произведения: «Судья и прокурор» (о жизни и деятельности знаменитого юриста и общественного деятеля Анатолия Фёдоровича Кони), «Крылья художника» (о жизни и творчестве художника Ильи Сергеевича Глазунова), «На Ладоге — свежий ветер» (о жизни и деятельности милиционера Андрея Прокофьевича Прокофьева в 20-е годы в Петроградской губернии).
Автор более двадцати книг и пяти сценариев к художественным фильмам. Его произведения изданы в Болгарии, Чехословакии, ГДР, Вьетнаме, ФРГ и других странах. Он — лауреат премий Союза писателей СССР и МВД СССР.

## Список произведений
Ранние произведения:
- Спроси зарю (Повесть, 1968). В американской Филадельфии в середине 60-х гг. исчезает советский турист Александр Антонов, сотрудник журнала «Заря». На Литейном, 4 в управлении КГБ Ленинграда начинают расследование. Сотрудник КГБ Виктор Гусев едет к Антонову домой на Поклонную гору, где изучает его бумаги. Потом Гусев побывал в редакции газеты, откуда некоторое время назад уволили Антонова из-за конфликта с начальством, едет к родственникам Антонова в Сиверскую. На предыдущем месте работы у Саньки были неприятности из-за его статьи в газете о сносе старой колокольни в связи со строительством метро. Тем временем Саньку в Филадельфии задержали неизвестные люди и не выпускают несколько дней из запертого помещения. Намерения их до конца неясны, но Саньке удаётся выпрыгнуть в окно с высоты третьего этажа и вырваться на свободу.
- Смерть транзитного пассажира (Повесть, 1969). Василий Кузьмич Павлов в середине 60-х гг., спустя много лет после окончания войны, на 6 дней съездил в Москву, где ему вручили награду — золотую звезду героя Советского Союза как участнику боёв под Ленинградом. Он возвращается в свою деревню Лужки Ленинградской обл. и по пути вспоминает тяжёлые бои 1941 г., когда его односельчанин Мишка Буров сдался в немецкий плен. Павлов в 1941 г. после ранения потерял память, долго лежал в госпитале, а потом вернулся в деревню, где осталось всего 5 дворов. Даже спустя много лет после войны он никак не мог простить Бурову, что тот сдался в плен. Самого Бурова, который за четверть века стал Мишелем Бурофым, французская полиция находит мёртвым около его дома в Париже. У него хороший доход и успешная коммерческая деятельность. Ему 51 год. 6 лет назад от него ушла жена и увезла сына. Буров не хочет вспоминать свою прошлую жизнь на родине, много лет он не общался с русскими. Бурова посылают в командировку в Токио по делам фирмы. Пересадка на японский самолёт должна состояться в Москве, однако грозовой фронт не даёт совершить посадку. Самолёт приземляется в ленинградском аэропорту Пулково. Так, спустя 25 лет из-за непредвиденной задержки в пути Буров попадает на родину. Он зачем-то выходит из аэропорта, садится в автобус и едет в сторону своей деревни Лужки. Дойдя пешком через знакомые с детства места, он с удивлением встречает родителей. Мать его не узнаёт, а отец оказывается знает послевоенную биографию Бурова за границей и вычеркнул его из своей жизни. Вернувшись в Париж, Буров сначала хочет написать письмо послу Советского Союза во Франции, но потом решает покончить жизнь самоубийством.
- Увольнение на сутки (Повесть, 1971). Молодой матрос Пётр Гаврилов в 1946 году прибывает в Ленинград, где ему дадут увольнение с корабля на сутки. Приготовив купленный нелегально пистолет, он готовится рассчитаться с главным в своей жизни врагом — Егупиным. Перед Гавриловым встают картины воспоминаний тяжёлой блокадной зимы 1941—1942 гг., когда в их большой коммунальной квартире на 10-й линии Васильевского острова умирали от холода и голода и исчезали соседи. Лишь один сосед Егупин хорошо питался, воровал вещи и хлебные карточки, выменивал продукты на дорогие вещи и ждал, когда все соседи умрут, и некому будет доносить на него, что он в запертой комнате жарит на печке хлеб. В бессознательном состоянии Гаврилова вывезли из Ленинграда в тыл. Из детского дома он пытался достучаться до компетентных органов, что сосед Егупин — преступник и негодяй. И вот, когда Гаврилов приходит наконец в свою квартиру спустя много лет рассчитаться с ним, то так и не может его застрелить.

Произведения «Ленинградского цикла»:
- Пропавшие среди живых (1974). Старый рецидивист сколачивает банду, которая занимается угоном легковых машин «Волга», перебивкой номеров и их незаконной продажей через автомагазины. Кропотливая сверка всех документов украденных автомобилей, придуманная подполковником милиции Игорем Васильевичем Корниловым и сотрудниками его управления, выводит наконец на след всех участников банды. Жажда наживы, ярко описанная в романе, заставляет читателя задуматься и над смыслом таинственного названия произведения.
- Выстрел в Орельей гриве (1975). Странное убийство ленинградского художника Тельмана Алексеева в лесной глуши под Лугой на первый взгляд ведёт к рецидивисту, которого арестовывает группа захвата во главе с подполковником милиции Игорем Васильевичем Корниловым, однако постепенно милиция выходит на старое дело времён войны, которое спустя много лет привело к встрече отца и сына, так и не состоявшейся. Помогают этому нестандартные оперативные действия, придуманные Корниловым, например, поиск следов на снегу с помощью самолёта.
- Наводнение (1976, по другим данным — 1977). Ограблен и тяжело ранен кассир крупного учреждения. Похищена зарплата сотрудников на «круглую сумму». Умелые и нестандартные действия подполковника милиции Игоря Васильевича Корнилова и его сотрудников постепенно выводят на след преступника. Становится ясно, что похищенные деньги находятся в тайнике недалеко от места преступления. Внезапное затопление подвалов домов из-за наводнения заставляют преступника самого показать милиции место тайника.
- Крутой поворот (Повесть, 1977). Старший помощник капитана теплохода «Иван Сусанин» Юрий Максимович Горин успешно делает карьеру, однако не умеет выстроить нормальных отношений в коллективе. Написав в пароходство и прокуратуру бумаги с обвинениями капитана и многих членов команды теплохода в различных преступлениях и махинациях, Горин внезапно разбивается насмерть в автомобильной катастрофе на крутом повороте шоссе. Связаны эти два факта между собой или нет, предстоит выяснить подполковнику милиции Игорю Васильевичу Корнилову и его сотрудникам. Чтобы это понять, приходится пройти через целый клубок сложных человеческих взаимоотношений в команде теплохода «Иван Сусанин».
- Недоразумение (Повесть, 1979). Алексей Иванович Рукавишников — заведующий отделом литературы в редакции городской газеты, отмечает свой день рождения. Дома у него собираются сотрудники редакции. Выйдя проводить гостей после празднования, Рукавишников видит у Московского вокзала плачущую и замерзающую незнакомую девушку. Он предлагает девушке пойти погреться к нему в квартиру, но девушка у него в квартире вскоре умирает. Милиция ведёт расследование. Коллеги Рукавишникова по работе шушукаются у него за спиной, сплетничают и перестают с ним общаться, всячески показывая своё нерасположение к нему, и только главный редактор газеты, получив объективную информацию от милиции, пресекает сплетни в коллективе и объявляет, что произошло недоразумение.
- Среда обитания (1980). В научном институте убит сотрудник, который обнаружил исчезновение старинных документов. Предприимчивые дельцы решили продать эти документы за границу. Одновременно в дальнем селе Ленинградской области с целью хищения старинных икон в заброшенную церковь через окно забирается неизвестный, но он срывается вниз с большой высоты и разбивается насмерть. Оба дела ведёт полковник милиции Игорь Васильевич Корнилов. Они приводят к дельцу и доставале Олегу Барабанщикову, широко известному многим в качестве «хаусмайора» — человека, эффективно решающего бытовые проблемы. Невинные на первый взгляд действия Барабанщикова в конечном счёте приводят его к преступлениям.
- Анонимный заказчик (Роман, 1983). Ленинградский дачник Леонид Иванович Колокольников идёт ранним утром на рыбалку и становится очевидцем, как на 55-м километре Приморского шоссе машина «Волга» сбила человека и исчезла. К моменту прибытия милиции и пострадавший и его чемоданчик тоже бесследно исчезают, поэтому милиция не начинает расследования. Через соседа по даче Колокольникову наконец удаётся достучаться до ленинградского ГУВД. За дело берутся полковник Игорь Васильевич Корнилов, майор Бугаев, майор Белянчиков и местный участковый Аникин. Случайное ДТП выводит их на банду, собирающуюся ограбить сберкассу. Одновременно милиция выходит на след водителя «Волги» Бориса Дмитриевича Осокина — уважаемого человека, кандидата экономических наук, но тем не менее скрывшегося с места происшествия.
- Круги (Повесть, 1985, в 1990 году она же выходит под названием «Антиквары»). В старинных ленинградских домах, поставленных на капитальный ремонт, отселены жильцы. По ночам в пустых квартирах начинают пропадать скульптурные украшения, изразцы, мраморные камины и другие предметы. Милиция устраивает засаду в одном из домов и задерживает одного из громил. Второй стреляет и убегает. В старинном камине, где орудовали эти двое, милиция находит ящик с драгоценностями, принадлежавший когда-то Грачёву, работавшему в блокаду директором продуктового магазина. Вместе с двумя продавщицами Грачёв обвешивал покупателей в голодную зиму 1941—1942 гг. Знакомые нам полковник Игорь Васильевич Корнилов, майор Белянчиков и майор Бугаев начинают расследование. Задержанный — случайный человек. Зато отпечатки пальцев на месте происшествия выводят на известного вора Михаила Терехова по кличке Гога. Тем временем Гогу находят раненым в лесу под Ленинградом рядом с волейбольной площадкой. Опрашивая участников игры в волейбол, милиция находит любителя старинных вещей Плотского — директора ремонтного завода, его помощника Сеславина — коллекционера древностей и их подручного — шофёра директорской машины Лазуткина, которым Гога продавал старые камины, вытащенные из пустых квартир. Лазуткин решает бежать из Ленинграда после того, как жена Плотского намекает ему про интерес со стороны уголовного розыска. Но милиции удаётся его схватить. В повести ярко выведены страницы детских воспоминаний полковника Корнилова о блокаде и эвакуации ленинградских детей в 1942 г. в Пермскую обл., которые несомненно носят автобиографический характер.
- Пунктирная линия (Повесть, 1988, в отдельных изданиях названа романом). На одной из встреч ленинградской милиции с населением в 1987 г. к полковнику милиции Игорю Васильевичу Корнилову обратился с признанием пенсионер Капитон Григорьевич Романычев. Романычев в дни блокады Ленинграда работал в типографии, где печатали продовольственные карточки. Вместе с товарищем Петром Михайловичем Поляковым они наладили кустарное изготовление карточек на хлеб, крупу и другие продукты во время голодной зимы 1941—1942 гг. и с помощью директора продуктового магазина Анфиногена Климачёва стали добывать по карточкам продукты. В ходе следствия 1942 г. расстреляли невиновного начальника цеха типографии Алексея Дмитриевича Бабушкина, а Романычев с Поляковым вышли «сухими из воды». После признания Корнилову, Романычев исчез. Через несколько дней его находят убитым на Каменном острове, а его квартиру — разгромленной. Корнилов, изучая старое уголовное дело 1942 г. обращает внимание на поверхностный характер следствия, и постепенно приходит к выводу, что часть архивных документов пропала. Из всех подозреваемых поначалу думают на сына Бабушкина, у которого на квартире находят саквояж Романычева с большой суммой денег. Сына Бабушкина задерживают, но вскоре отпускают. Старый знакомый Корнилова журналист Лежнёв тоже берётся за расследование, и вскоре его находят тяжело раненым. Продолжаются поиски пропавших о делу Бабушкина документов. В папке не хватает бумаг. Подозрение падает на Звонарёва — ветерана органов, следователя прокуратуры, который вёл следствие по делу Бабушкина в 1942 г. Когда милиция начинает подбираться к Звонарёву, он кончает жизнь самоубийством после получения телеграммы от Полякова — последнего участника этого старого дела. Все улики уничтожены, и лишь на даче Звонарёва удалось найти ключи от пропавшей машины журналиста Лежнёва.
- Третий дубль (Роман, 1989, в ряде изданий названа повестью). Единственное произведение «ленинградского цикла», где мы не встретим знакомых нам героев ленинградского уголовного розыска: полковника Корнилова, майора Белянчикова, майора Бугаева и других. В годы горбачёвской перестройки на Дворцовой площади в Ленинграде снимают эпизоды фильма — концерта о популярном эстрадном рок-певце Леониде Орешникове. Но между вторым и третьим дублями съёмок певец исчезает. Начальник уголовного розыска поручает расследование капитану Панину. Орешников недавно ушёл из «Театра Арлекинов» в результате конфликта с директором Данилкиным, жена которого стала любовницей Орешникова. Неизвестные требуют от Данилкиной выкуп за похищенного Орешникова. Его держат в замурованном помещении. К его похищению причастны двоюродный брат Орешникова — Бабкин и осветитель киностудии Рюмин, входящий в состав банды, занимающейся ограблениями.
- Чеки (Повесть, 2014—2015). Генерал милиции в отставке Игорь Васильевич Корнилов живёт в деревне на берегу реки Оредеж Ленинградской области. Профессор из Петербурга Дымша предлагает Корнилову расследовать старое дело времён революции, касающееся выдачи в 1917 году банковских чеков, случайно найденных в переплёте старой книги.

Рассказы и очерки
- Неизвестный голландский мастер (Рассказ, 1977). Инженер из Москвы Анатолий Сергеевич приезжает в начале 70-х годов в Ленинград в командировку. Когда-то он сам жил в Ленинграде, и поэтому воспоминания приводят его на Васильевский остров. На Среднем проспекте в освещённом окне дома № 28 он видит картину, где посреди пустынного ночного моря изображён парусник с освещённым окошком. Эта картина неизвестного голландского художника XVI века когда-то давно висела в квартире Анатолия Сергеевича, но они с мамой отдали картину некому дяде Коле в обмен на продукты в конце зимы 1941—1942 гг. во время блокады Ленинграда. Он под влиянием нахлынувших воспоминаний входит в дом, поднимается по лестнице и звонит в квартиру дяди Коли спустя 30 лет. Дверь открывает дочь дяди Коли, она принимает незнакомого ей незваного гостя за художника, интересующегося картинами. Гость узнаёт многие предметы из своей квартиры, которые они с мамой выменяли на куски хлеба, крупу и банку сгущёнки. Поначалу в порыве ненависти он хочет рассказать дочери дяди Коли всю эту историю, однако постепенно начинает понимать, что дети за отцов не отвечают, что прошло много времени и нет смысла вспоминать эту старую историю.
- Гостья (Рассказ, 1977). В 1976 году в деревню Замостье Ленинградской обл. в деревенский дом к Богунковым почтальонша приносит телеграмму из Италии. Хозяйка дома Надежда Фёдоровна узнаёт, что послезавтра прилетает из Италии её младшая дочь Вера с мужем и сыном. Вместе со старшей дочерью и зятем Иваном они изо всех сил готовят избу к приезду гостей. Слух о приезде итальянцев разошёлся по всей деревне от почтальонши Катерины Ветровой. Вера с мужем Луиджи и сыном Марио приезжают в деревенский дом, куда приходит много гостей — односельчан. На следующее утро Вера начинает вспоминать, как 30 лет назад во время войны немцы угоняли из села молодёжь на чужбину. И теперь, спустя много лет, Вера за три недели жизни в деревне много переживала и нервничала, хотела даже остаться ещё на две недели. Однако, потом она решила всё-таки ехать домой в Италию вместе с мужем и сыном.
- Война с одуванчиками (Рассказ, конец 70-х гг.). Тракторист из посёлка Заречье Ленинградской области Павел Александрович Зуев спустя полгода узнаёт, что в Москве оказывается умер его брат Василий — доктор биологических наук. Павел едет в Москву дневным поездом и в пути вспоминает про их семейные взаимоотношения, про прошлые поездки к брату. Переночевав на вокзале, Павел нашёл нотариальную контору, потом попал к старушке Ольге Власьевне, работающей в том же научном институте, что и его брат Василий. Вместе с Ольгой Власьевной они приехали в пустую опечатанную квартиру брата. Разбирая вещи, оставшиеся от брата, Павел находит рукопись сказки «Война с одуванчиками», которую Василий собирался написать. Во время разборки вещей в квартиру приходит сослуживец Василия Валовой, который присматривается к имуществу, назойливо даёт советы Павлу и тайком пытается запихивать за пазуху книжки. Ольга Власьевна помогает Павлу оценить и продать мебель. Остальные вещи и книги он отправляет контейнером к себе в деревню. Воспоминания Павла Александровича составляют значительную часть содержания рассказа. В них читатель увидит разный уклад жизни города и деревни, их разные взгляды на жизнь, характерные для 70-х гг. XX века.
- Сороковой день (Рассказ, 1979). Алексей Николаевич Антонов живёт в Ленинграде, но иногда приезжает в село Рождествено к родственникам, где он жил после войны и учился в школе. В очередной его приезд выясняется, что умерла старая школьная учительница, Ольга Ростиславовна. Собравшись в деревенском доме у тёти Антонова, он, его школьные товарищи и односельчане вспоминают детские и школьные годы, учителей и односельчан, родителей и друзей. Как и прежде, они спорят и пытаются докопаться до истины.
- Пешая муза. Цикл очерков (1964—1980). Цикл из 10 очерков, в основном о краеведении и путешествиях. В издании «Праздник перепутий» выпуска 1980 года даты очерков названы от 1964 до 1972 гг., однако, некоторые описываемые события выходят за эти рамки. Рассказ «Праздник перепутий», исходя из его содержания, написан никак не ранее 1975 г., а рассказ «Все флаги в гости…» — примерно в 1978—1980 гг. 1 очерк. Праздник перепутий. Воспоминания о былых поездках при рассмотрении географической карты. 2 очерк. Все флаги в гости… Очерк по истории и современности Ленинграда, накануне 277-летия города. 3 очерк. Орелья Грива. Вопросы по топонимике окрестностей Луги и южных районов Ленинградской области. 4 очерк. Мыза Каменка. История и современность местности «мыза Каменка» в Ленинградской обл. на 130-м километре Киевского шоссе. 5 очерк. Шведские горы. Описание похода за грибами в Ленинградской обл. и размышления над тайной названия «Шведские горы». 6 очерк. Дядя Костя. Очерк про лесника дядю Костю в Ленинградской обл. 7 очерк. Лесная дорога никуда. Рассказ о лесной дороге, которая не числится ни на одной географической карте. Если пойти по ней, то попадаешь к лесному дому, где живёт бывший председатель колхоза. 8 очерк. Кижи. Октябрь. Осеннее путешествие на теплоходе по Неве, Свири и Онеге через Петрозаводск в Кижи, с рассказом о природе и истории местных селений. 9 очерк. Удачный. Переправа через реку в ненастные дни невозможна. Поэтому путешественники останавливаются в доме местного деда Андрея и только наутро собираются переправиться на лодке к железнодорожной станции. 10 очерк. Горсть смородины. Очерк про сельского учителя географии и труда Павла Георгиевича.
- Реки Вавилона (Рассказ. 1980, год публикации). Одинокая старая женщина Вера Ивановна живёт в маленькой ленинградской коммунальной квартиры. Она пережила блокаду и гибель мужа Анатолия в ополчении под Ленинградом в ноябре 1941 года. Их разрушенный в годы войны дом потом восстановили, но Вере Ивановне с сыном места в прежней квартире не нашлось. Сын вырос, женился и уехал в другой город. Маленькой пенсии хватает еле-еле, приходится жить экономно. Вера Ивановна старается ладить с соседями, но одну из соседок терпеть не может и старается с ней не встречаться. Приходится чаще выходить на улицу, где встречаются такие же старые женщины, живущие в стеснённых условиях. Вместе им удаётся иногда даже отпраздновать день рождения и побаловать себя фирменными ленинградскими пирожными или бутербродами с сервелатом из Елисеевского магазина. Молодой сосед Олег Борзунов заводит пластинки с музыкой. Особенно Вере Ивановне нравится таинственная песня про реки Вавилона. Слушая, она вспоминает довоенные годы замужества, когда её муж писал диссертацию о памятниках Вавилона. Одной из немногочисленных радостей Веры Ивановны стала возможность посидеть на лавочке в последние солнечные дни сентября и подышать воздухом Финского залива. Она садится на трамвай на Среднем проспекте Васильевского острова и едет на Каменный остров. Проезжая Тучков мост и Петроградскую сторону, старая женщина отдаётся воспоминаниям. Трамвай приезжает на конечную станцию, вагоновожатая решила, что во втором вагоне уснула какая-то женщина, и тронула её за плечо. Но Вера Ивановна уже ничего не слышала.
- Венеция. Вид с Моло (Рассказ, 1979). Рассказ ведётся от имени ленинградца, родившегося в 30-е годы. Он путешествует по Италии и едет из Рима в Венецию. С детства он много слышал об этом городе. До войны соседи по квартире показывали мальчику много альбомов с открытками, где изображены города мира. По Венеции был отдельный альбом, и соседи с восторгом о ней рассказывали. Кроме того, венецианские стёкла были в ленинградском доме на 3-й линии Васильевского острова. Погуляв по настоящей Венеции, ленинградец встречает на набережной русского художника, тоже ленинградца, который здесь давно живёт, но тоскует по родине.
- Чужие рублики (Рассказ, 2013). Генерал милиции в отставке Игорь Васильевич Корнилов живёт в деревне на берегу реки Оредеж Ленинградской области. Идя поутру за родниковой водой, он обнаруживает убитого соседа Нефёдова. Корнилов не хочет вмешиваться в ход следствия, которое ведут местный участковый и опергруппа из Гатчины, однако намекает коллегам, на кого из подозреваемых стоило бы обратить внимание.
- Нетипичный случай (Рассказ, 2016). Генерал милиции в отставке Игорь Васильевич Корнилов живёт в деревне на берегу реки Оредеж Ленинградской области. Местная милиция проводит расследование по факту взрыва легковой машины, произошедшего в непосредственной близости от дома Корнилова. Рассказ производит впечатление неоконченного произведения, так как в нём нет законченности сюжета и завершённости главной интриги.

Произведения «Московского цикла»:
- Не загоняйте прокурора в угол (1991—1992). В подмосковном Переделкине умирает известный писатель Маврин. На фирме «Харон», занимающейся похоронами писателя, умирает от отравления сотрудник Николай Уткин, а другой сотрудник Кирпичников зачем-то лезет на писательскую дачу и получает двойной заряд из охотничьего ружья. Расследование начинает следователь прокуратуры Владимир Петрович Фризе. Кто-то пытается ему в этом помешать и даже устраивает нападение на его дачу. Доведя расследование до конца, Фризе подаёт в отставку, так как его нравственные принципы и взгляды на законность противоречат действиям его начальства. Печаталось также под названием «Охота на сыщика».
- Ищейка (1994). Бывший следователь прокуратуры Владимир Петрович Фризе получает лицензию частного детектива. Его первое дело — поиск пропавших документов банкира Козловского, но в ходе поисков выясняется, что документы никуда не исчезали, а вся эта инсценировка произошла по желанию самого банкира. Благодаря своему другу, инженеру Косте Ранету, Фризе узнаёт, что его машина заминирована, ався шумиха с документами служит лишь в качестве рекламы для банка Козловского.
- По чужому сценарию (1994—1995). У подъезда чужого дома убит председатель телерадиокомпании Паршин. Что он делал в этом доме, никто не знает. Частный сыщик Владимир Петрович Фризе начинает расследование и постепенно узнаёт, что виноват в этом совсем не случайный выстрел милиционера Горбунова. Настоящий убийца — помощник председателя телерадиокомпании Грустилин, который всю жизнь соперничал с Паршиным.
- Белая дурь (Повесть,1996, год издания). Крупный московский чиновник Серафим Александрович Закатов прилетает из Чехии и привозит в багаже партию наркотика нового поколения «Капли датского короля», замаскированного под бутылки с минеральной водой «Млынски прамен». Во время разгрузки во дворе дома машину его угоняют. Однако, угонщики быстро понимают, что будут крупные неприятности, пытаются вернуть машину, но их расстреливают неизвестные. Милиция не знает, с какой стороны взяться за расследование. Следователя прокуратуры Пугачёва, ведущего дело, срочно отсылают в командировку. По дороге из телефона — автомата Пугачёв успевает позвонить своему знакомому — частному сыщику Владимиру Петровичу Фризе и рассказать о деле. Фризе в это время едет отдыхать в Карловы Вары. Именно в этот момент чешские спецслужбы и интерпол ищут место производства нового наркотика и присматриваются к русским туристам. Фризе удаётся подстроить так, что разработчик нового наркотика Зарайский сам выпил его и умер. Чешская полиция завершает расследование, а Фризе удаётся получить чемоданы с долларами, принадлежавшие раньше торговцам наркотиками. Часть денег он жертвует для церкви. Повесть печаталась также под названиями «Воры носят фрак» и «А воры носят фрак».
- Кто следующий (1996). Банкир Антонов хочет выявить свою родословную, однако ощущает препятствия со стороны архивного ведомства, где ведётся поиск старых документов. Таинственно исчезает его помощница, работавшая с архивными фондами. Литературного секретаря убивают, как только он выходит на информацию по прошлому родственников Антонова. Столкнувшись с цепочкой убийств и исчезновений архивных документов, частный сыщик Владимир Петрович Фризе постепенно выходит на целую преступную сеть, которая образовалась вокруг московского департамента по розыску родственников за границей. За работой сыщика следят, его дача начинена подслушивающими устройствами, но ему удаётся вырваться из этого окружения. «… Факты из биографии деда Антонова, священника отца Никифора, вполне реальные. Это история моего деда, история моего прапрадеда. Только фамилию в „Подставных лицах“ я изменил…», — рассказывает С. А. Высоцкий в интервью журналу «Искатель». [Источник: Журнал «Искатель». 1997. № 3 (219)] Печаталось также под названием «Подставные лица».
- Провальное дело (1997). Смерть туриста из Германии, произошедшая в петербургской гостинице «Астория», приводит частного сыщика Владимира Петровича Фризе к таинственным пещерам на берегу реки Оредеж в Ленинградской области. В пещерах хранятся культурно-исторические ценности, на которые претендует сразу несколько преступных группировок. Дело, которое ведёт Фризе (поиск второго немецкого туриста), сопровождается погонями, взрывами, убийствами. В деревне на берегу Оредежа происходит встреча двух основных героев произведений С. А. Высоцкого: частного сыщика Владимира Петровича Фризе и генерала милиции в отставке Игоря Васильевича Корнилова, после чего они действуют вместе.
- Дамы просят крови (Роман, 1998). Банкир Максим Сергеевич Зазерский убит на даче своего советника Бекадорова. Прокуратура и милиция начинают следствие. После осмотра места происшествия взрывом уничтожает машину со следственной бригадой. Бекадоров нанимает для расследования этого дела частного сыщика Владимира Петровича Фризе. Фризе попадаются три разные версии следственных материалов, незначительно отличающиеся друг от друга, но явно сфабрикованные. Видеоплёнка с записью дня происшествия стёрта и перемонтирована. При непонятных обстоятельствах умирает мама одного из банкиров, обратившая внимание на какие-то факты, произошедшие на даче Бекадорова. Перед смертью она успевает рассказать Фризе о своих наблюдениях. Квартиру Фризе пытается поджечь один из охранников Бекадорова. Расследование поджога ведёт Дюймовочка — новая знакомая Фризе. Фризе встречается со следователем Едвабником и сообщает о разночтениях в копиях следственных материалов, таинственным образом покинувших стены прокуратуры и попавших к сообществу банкиров. Одновременно Фризе прощупывает неуловимую фирму «Парадигма», которая за ним следит. Охранники Бекадорова, нанятые из «Пагадигмы», оказываются уволенными в 90-е годы сотрудниками из силовых структур. Они ведут свою игру в отношении банкиров и оказываются причастными к серии произошедших убийств.
- В интересах следствия (1998—1999). Ограблена квартира известного московского коллекционера Цветухина — украдены картины «малых голландцев». Одновременно милиция обнаруживает подозрительных лиц, оказывающих сопротивление при задержании. Начинается перестрелка. По переулку разлетаются доллары, и их подхватывают бомжи. В перестрелке погибают сотрудники милиции, однако дело забирает к себе силовая структура, отвечающая за охрану президента. Цветухин нанимает частного сыщика Владимира Петровича Фризе, чтобы отыскать похищенные картины, но в процессе поисков выясняется, что эпизоды с долларами и кражей картин никак не связаны друг с другом, а лишь совпали по времени. В конечном счёте следы выводят к самому коллекционеру, который, оказывается, инсценировал похищение, а картины продал за границу.
- С кратким визитом (2004—2006). У С. А. Высоцкого, ранее широко известного изображением существующей реальности, в поздних сочинениях 2000-х — 2010-х гг. читатель может встретить мистические картины, схожими с произведениями детективного жанра Д. А. Корецкого и Л. И. Влодавца 90-х годов. Так, в романе «С кратким визитом» С. А. Высоцкого курьер приносит бизнесмену Садикову домой конверт с крупной суммой американских долларов. Опасаясь провокации, бизнесмен нанимает частного сыщика Владимира Петровича Фризе, чтобы выяснить, откуда поступили деньги и кому они в действительности принадлежат. Ведя расследование, Фризе попадает в потусторонний параллельный мир, где происходят необъяснимые действия. Он с трудом оттуда выбирается и возвращается к привычной жизни.
- Пираты московских морей (2018, год издания). Второй мистический роман С. А. Высоцкого. Реклама современных речных лайнеров-банкетоходов вызывает интерес банкира-миллиардера Некваса, вора в законе Макаркина и кинорежиссёра Забирухина. Неквас хочет провести корпоратив на банкетоходе и, взорвав его, избавиться от надоевшего ему коллектива сослуживцев. Макаркин хочет ограбить устроивших корпоратив богатеев. Режиссёр Забирухин планирует начать съёмки фильма «Пираты московских морей». Случайно оказывается втянутым в эти события Владимир Петрович Фризе. Здесь вновь начинается мистика. «Дюймовочку» (следователя прокуратуры Центрального округа Москвы Галину Романовну Надеждину), знакомую Фризе, выгнало из его квартиры объявление по самопроизвольно включающемуся телевизору. Фризе внезапно получает наследство от немецких родственников. Потусторонние силы помогают ему съездить в Германию, встретиться с его старой знакомой Лизаветой, оформить наследство и вернуться в Москву. Встретившись с патриархом, Фризе все свои деньги отдаёт церкви. Потом он исчезает в потусторонний мир.

Произведения документального жанра:
- Земля непокорённых (Вьетнамский репортаж, 1970). Репортаж написан в соавторстве с И. С. Глазуновым после совместной творческой командировки во Вьетнам в конце 60-х гг. писателя С. А. Высоцкого и художника И. С. Глазунова. Один из экземпляров книги оцифрован Мичиганским университетом 21 ноября 2005 г.
- На Ладоге свежий ветер (Повесть, 1984). Повесть про милиционера Андрея Прокофьевича Прокофьева (1873—1924) из Кобоны. Кобона — посёлок по другую от Ленинграда сторону Ладожского озера, в 103 км от города. Кобона известна, как начало «Дороги жизни», обеспечившей связь блокадного Ленинграда с «большой землёй» в зимние месяцы 1941, 1942 и 1943 гг. До революции это было большое село, в котором родился и вырос в крестьянской семье А. П. Прокофьев. Отслужив в армии, он работал машинистом на лесопильном заводе в Кобоне. В рабоче-крестьянской милиции А. П. Прокофьев начал службу с 1918 г., стоял у истоков формирования новой системы охраны правопорядка в Петроградской губернии и погиб в январе 1924 г. при задержании бандита.
- Крылья художника (Очерк, 1994 — год издания). Очерк об известном художнике Илье Глазунове. С. А. Высоцкий давно знаком с Ильёй Сергеевичем Глазуновым. Детство художника прошло на Петроградской стороне в Ленинграде. Там он вырос в семье с богатыми знаниями в области культуры и познакомился с миром искусства. Во время голодной блокадной зимы, когда начали умирать родственники, Илью удалось вывезти по «дороге жизни» на «большую землю». В 1944 г. Илья вернулся в Ленинград и поступил в художественную школу. В 1957 г. прошла первая выставка его произведений. А к середине 60-х гг. Илья Глазунов стал всемирно известным художником.
- Судья и прокурор (Исторический роман, 1994 — год издания). Главный герой исторического романа С. А. Высоцкого — Анатолий Фёдорович Кони (1844—1927), знаменитый русский юрист и адвокат конца XIX в. — начала XX в. Практически всю жизнь oн прожил в Петербурге. В 1861 г. Кони поступил в Петербургский университет, который, однако, вскоре закрыли. Ему пришлось поступать в московский университет, где он получил юридическое образование в 1865 г. Поначалу А. Ф. Кони служил в Петербурге, в 1867 г. его перевели товарищем прокурора в Харьков. В 1871 г. он становится прокурором Петербургского окружного суда, в 1875 г. начал работать в министерстве юстиции вице-директором департамента, а в 1877 г. — председателем Петербургского окружного суда. Как раз в это время произошло нашумевшее покушение Веры Засулич на петербургского градоначальника Трепова. Несмотря на давление со стороны министра юстиции, Веру Засулич оправдали. Несмотря на гнев царя и министра, Кони отказался подавать в отставку. В романе описываются многие судебные дела, в решении которых принимал участие А. Ф. Кони. Кроме того, ему были небезразличны многие государственные и общественные проблемы страны. В 80-е — 90-е гг. он служил в высших государственных учреждениях: возглавлял департамент по гражданским делам Петербургской судебной палаты, с 1885 г. — обер-прокурор сената. На этой должности Кони лично руководил следствием по громкому делу 1888 г. о крушении поезда, в котором ехали царь Александр III и царская семья. В 1891 г. А. Ф. Кони написал прошение об отставке и был назначен сенатором, но через год его вновь назначили обер-прокурором сената, а в 1896 г. по новому прошению об отставке — вновь сенатором. В 1907 г. Кони назначили в новый высший законодательный орган: членом Государственного совета. На этом посту Кони тоже пытается изменить многие государственные устои, которые устарели. «Это люди, сидящие на задней площадке последнего вагона в поезде и любовно смотрящие на уходящие вдаль рельсы, в надежде вернуться по ним назад…» — пишет он про правую группировку в Госсовете в своих воспоминаниях. «Самодержавие, давившее внутреннюю жизнь страны во имя её внешнего скрепления, сумело окружить грудь и сердце России ожерельем враждебных окраин…» — говорит он А. Ф. Керенскому в 1917 г. в разговоре о будущем устройстве страны. «…Правительство делало всё, чтобы возбудить неудовлетворённость и раздражить интеллигенцию, чтобы вызвать в ней жажду крушения строя. А надо было разумно воспитывать народ в идеях справедливости и порядка», — вспоминает А. Ф. Кони в 1918 г. во время беседы с бывшими коллегами — юристами. После революции А. Ф. Кони помогал новой судебной власти, консультировал юристов, писал комментарии к новым уголовном-процессуальным законам и нормам, выступал с лекциями.
- «Кони» (1988, серия ЖЗЛ). Биография Анатолия Фёдоровича Кони (1844—1927) — выдающегося русского юриста и общественного деятеля, которая вышла в серии «Жизнь замечательных людей». Это единственный труд Сергея Александровича Высоцкого, вышедший в серии ЖЗЛ.
- Автопортрет на фоне криминала (2003, год издания). Задумываясь о мемуарах и воспоминаниях, С. А. Высоцкий живо и красочно описывает эпизод своей жизни начала 2000-х годов, переплетая отрывочные воспоминания о жизни и своих родственниках с криминальными эпизодами современности. Случайно найдя брошенный кейс в телефонной будке, автор пытается его вернуть владельцу, а оказывается втянутым в противостояние петербургского криминального мира с правоохранительными органами. Печаталось также под названием «Автопортрет с криминалом» (2002).

## Экранизации
Стремительное действие, глубокий психологизм, яркие образные диалоги привлекали к книгам Высоцкого внимание кинематографа. По его романам и повестям поставлены кино- и телефильмы «Пропавшие среди живых», «Пять минут страха» (по роману «Анонимный заказчик»), «Крутой поворот», «Третий дубль», «Три ненастных дня» и «Среда обитания». В них снимались такие известные артисты, как Павел Кадочников, Юрий Яковлев, Пётр Вельяминов, Анатолий Кузнецов, Эрнст Романов, Александр Демьяненко, Василий Корзун, Евгений Герасимов, Леонид Куравлёв, Николай Караченцов. (Источник: Безуглов А. А. Несколько слов об авторе этой книги. В кн.: Высоцкий С. А. Частный сыщик. ВИС.: СПб, 1994. С. 3 — 5). Все шесть кино- и телефильмов — экранизация произведений «ленинградского цикла», сценаристом в которых выступает сам автор.
Пять экранизаций из шести — это фильмы, где главный герой — подполковник милиции Игорь Васильевич Корнилов. Так получилось, что во всех пяти фильмах его роль играют разные артисты: Юрий Яковлев (в фильме «Три ненастных дня»), Василий Корзун (в фильме «Крутой поворот»), Эрнст Романов (в фильме «Пропавшие среди живых»), Анатолий Кузнецов (в фильме «Пять минут страха») и Пётр Вельяминов (в фильме «Среда обитания»).
- 1978 — детектив «Три ненастных дня» (по повести «Наводнение») (реж. Лев Цуцульковский). В роли подполковника милиции Корнилова — Юрий Яковлев. В роли Белянчикова — Эрнст Романов.
- 1980 — детектив «Крутой поворот» (реж. Пётр Журавлёв). В роли подполковника Корнилова — Василий Корзун. В роли Юрия Максимовича Носова (в повести мы его помним как Горина) — Андрей Толубеев. Капитана судна Владимира Петровича Бильбасова там играет Леонид Дьячков.
- 1981 — детектив «Пропавшие среди живых» (реж. Владимир Фетин). В роли подполковника Корнилова — Эрнст Романов. В роли рецидивиста Федяши Кашлева — Павел Кадочников. В роли Белянчикова — Александр Демьяненко.
- 1985 — детектив «Пять минут страха» (реж. Андрей Ладынин). В роли полковника Корнилова — Анатолий Кузнецов. Майора Семёна Ивановича Бугаева играет Евгений Герасимов, майора Белянчикова — Владимир Носик, инженера и работника патентного бюро Леонида Ивановича Каретникова (в романе мы его помним как Колокольникова) — Леонид Куравлёв, а преподавателя института, водителя светлой «Волги», нечаянного убийцу Льва Александровича Котлукова, Бориса Дмитриевича Осокина — Вячеслав Езепов . По сюжету фильма Лёва Бур выскочил на дорогу прямо перед машиной, и Осокин даже не успел затормозить. Из кустов вышел свидетель происшествия инженер и работник патентного бюро Леонид Иванович Каретников. Это заставило увидевшего его Бориса Дмитриевича дать газ и уехать в неизвестном направлении). Потом Осокин неудачно пытался сокрыть следы наезда, нарочно сбросив скорость и врезавшись на одном из перекрёстков Ленинграда в едущий впереди грузовик, дабы заодно выйти сухим из воды.
- 1987 — детектив «Среда обитания» (реж. Лев Цуцульковский). В роли полковника Корнилова — Пётр Вельяминов, а Олега Барабанщикова играет Николай Караченцов.
- 1992 — детектив «Третий дубль» (реж. Лев Цуцульковский).

### Публикации
1970
- 1. Земля непокорённых. Вьетнамский репортаж. М.: Воениздат, 1970. 112 с., ил. (В соавторстве с И. С. Глазуновым).
- 2. Спроси зарю. М.: Молодая гвардия, 1970. 127 с.

1971
- 3. Спроси зарю. М.: Молодая гвардия, 1971. 127 с.

1972
- 4. Большое путешествие Маши. Рассказ. Для младшего школьного возраста. Рисунки Р. Вольского. М.: Малыш, 1972. 24 с., ил.

1973
- 5. Увольнение на сутки. Повести. М.: Молодая гвардия, 1973. 319 с., ил.
- 6. Смерть транзитного пассажира. Повесть. М.: Правда, 1973. 48 с. (Библиотечка «Огонек», № 22).

1974
- 7. Смерть транзитного пассажира. Пропавшие среди живых. Повести. Послесловие В. Дробышева. М.: Современник, 1974. 207 с. (Новинки «Современника»).

1976
- 8. Пропавшие среди живых. Повести. Художники Л. Безрученко и Б. Чупрыгин. М.: Молодая гвардия, 1976. 304 с., ил. (Повести «Выстрел в Орельей гриве» и «Пропавшие среди живых»).

1977
- 9. Наводнение. Повести. М.: Современник, 1977. 352 с. (Новинки «Современника»). (Повести «Выстрел в Орельей Гриве», «Пропавшие среди живых» и «Наводнение»).

1979
- 10. Крутой поворот. Послесловие Е. Осетрова. Художник Э. Урманчи. М.: Молодая гвардия, 1979. 511 с., 1 л. портрет, ил. (Повести «Увольнение на сутки», «Пропавшие среди живых», «Выстрел в Орельей гриве», «Крутой поворот». Рассказ «Неизвестный голландский мастер».

1980
- 11. Праздник перепутий. Рассказы, повести, очерки. М.: Современник, 1980. 272 с. (Повести «Недоразумение» и «Крутой поворот». Цикл очерков «Пешая муза». Рассказы «Неизвестный голландский мастер», «Сороковой день», «Венеция, вид с Моло» и «Реки Вавилона»).

1983
- 12. Выстрел в Орельей Гриве. Повести. Л.: Лениздат, 1983. 374 с. (БМР. Библиотечка молодого рабочего).
- 13. Среда обитания: Повесть и роман. Художник М. Лисогорский. М.: Молодая гвардия, 1983. 254 с., ил.

1984
- 14. Реки Вавилона. Повести, рассказы. М.: Советская Россия, 1984. 300 с.
- 1985
- 15. На Ладоге — свежий ветер. Документальная повесть о милиционере А. П. Прокофьеве. М.: Сов. Россия, 1985. 71 с.

1986
- 16. Анонимный заказчик. Повести, рассказы. М.: Современник, 1986. 300 с. (Новинки «Современника»).(Повести «Анонимный заказчик» и «Недоразумение». Рассказы «Война с одуванчиками» и «Неизвестный голландский мастер»).

1988
- 17. Кони. Серия ЖЗЛ. М.: Молодая гвардия, 1988. 429 с., 16 л. ил., портрет. (Жизнь замечательных людей: Серия биографий. Основана в 1933 г. М. Горьким. Выпуск 7 (686))

1989
- 18. Круги. Повесть. М.: Московский рабочий, 1989. 109 с. (Библиотека «Поединка». БП). ISBN 5-239-00784-5.
- 19. Крутой поворот. Повесть. Перевод Х. Луик. Таллин: Ээсти раамат, 1989. 206 с. (Удивительное). ISBN 5-450-00742-6.
- 20. Анонимный заказчик. Книга для чтения с комментариями на английском языке и словником. Адаптация, составление комментария и словника Э. Азимова. М.: Русский язык, 1989. 126 с., ил. ISBN 5-200-00452-7.

1990
- 21. Третий дубль. М.: Орбита — московский филиал, 1990. 173 с. ISBN 5-85210-034-X.
- 22. Пропавшие среди живых. Выстрел в Орельей Гриве. Наводнение. Крутой поворот. Повести. Художник К. Фадин. М.: Московский рабочий, 1990. 395 с., 1 л. портрет, ил. (Библиотека избранных произведений о советской милиции). ISBN 5-239-00730-6.
- 23. Пунктирная линия. Повести. Художник В. И. Коломейцев. Л.: Лениздат, 1990. 429 с., ил. ISBN 5-289-00627-3 (Повести «Среда обитания», «Анонимный заказчик» и «Пунктирная линия»).

1991
- 24. Пропавшие среди живых. Выстрел в Орельей Гриве. Наводнение. Повести. Художник К. Фадин. М.: Московский рабочий, 1991. 303 с., ил. ISBN 5-239-00730-6.
- 25. Пунктирная линия. Современный детектив. Художник С. Трофимов. М.: Советская Россия, 1991. 382 с., ил. ISBN 5-268-01260-6. (Повести «Среда обитания», «Пунктирная линия», «Круги» и «Недоразумение»).
- 26. Среда обитания. Повести и роман. Художник В. Сурков. М.: Современник, 1991. 574 с., ил. (Советский детектив: Библиотека в 30 томах. Том 6). ISBN 5-270-01349-5. (Роман «Анонимный заказчик». Повести «Выстрел в Орельей Гриве», «Крутой поворот» и «Среда обитания»).

1993
- 27. Не загоняйте в угол прокурора. Роман и повести. М.: Голос, 1993. 421 с. ISBN 5-7117-0052-9. (Роман «Не загоняйте в угол прокурора». Повести «Третий дубль» и «Недоразумение»)

1994
- 28. Частный сыщик. Сборник. СПб.: ВИС, 1994. 755 с., ил. ISBN 5-7451-0018-4. (Романы «Не загоняйте в угол прокурора» и «Ищейка». Повести «Недоразумение», «Увольнение на сутки», «Наводнение», «Смерть транзитного пассажира» и «Крылья художника»).
- 29. Не загоняйте в угол прокурора. Романы. М.: Воениздат, 1994. 494 с. ISBN 5-203-01648-8. («Третий дубль», «Анонимный заказчик», «Не загоняйте в угол прокурора»).
- 30. Третий дубль. Повести. Художник Н. Биксентеев. М.: Совместное российско-германское предприятие «Квадрат», 1994. 605 с., ил. (Современный российский детектив). ISBN 5-8498-0074-3. («Пропавшие среди живых», «Среда обитания», «Анонимный заказчик» и «Третий дубль»).
- 31. Ищейка. Романы. М.: Голос; ТОО «Сполохи», 1994. ISBN 5-7117-0116-9. («Ищейка» и «Анонимный заказчик»).

Двухтомный сборник произведений (без нумерации томов)
- 32. Наводнение. Повести и рассказы. Художник А. Гусляков. Калуга: АОЗТ «Фирма Д.Л.К.»; М.: ТОО «Фирма Наташа», 1994. 668 с., ил. ISBN 5-87117-008-0. (Повести «Наводнение», «Не загоняйте в угол прокурора», «Недоразумение», «Увольнение на сутки» и «Смерть транзитного пассажира». Рассказы «Война с одуванчиками», «Реки Вавилона», «Гостья», «Неизвестный голландский мастер» и «Сороковой день»).
- 33. Судья и прокурор. Сборник. Художник А. Гусляков Калуга: АОЗТ «Фирма Д.Л.К.»; М.: ТОО фирма «Наташа», 1994. 670 с., ил. ISBN 5-87117-007-2. (Роман «Судья и прокурор», исторический роман об А. Ф. Кони. Повести «Крылья художника», об И. Глазунове, «Над Ладогой — свежий ветер», о милиционере А. П. Прокофьеве).

Двухтомный сборник произведений (без нумерации томов).
- 34. Пять минут страха. Сборник. СПб.: СПИКС, 1994. 814 с., ил. (Повести «Пропавшие среди живых», «Выстрел в Орельей Гриве», «Крутой поворот», «Среда обитания» и «Круги». Роман «Анонимный заказчик»).
- 35. Судья не оказывает услуг. Сборник. СПб.: СПИКС, 1994. 734 с., ил. ISBN 5-7288-0026-2. (Повести «Пунктирная линия» и «Третий дубль». Роман «Судья и прокурор», исторический роман о А. Ф. Кони).

Шеститомный сборник произведений (без нумерации томов).
- 36. Судья и прокурор. Исторический роман о А. Ф. Кони. М.: Сигма-пресс, 1994. 430 с. (Криминальный экспресс). ISBN 5-85949-023-4.
- 37. Ищейка. Криминальный сборник. М.: Сигма-пресс, 1994. 510 с. (Криминальный экспресс). ISBN 5-85949-021-8 (Роман «Ищейка». Повесть «Спроси зарю». Рассказы «Война с одуванчиками», «Реки Вавилона», «Гостья», «Неизвестный голландский мастер», «Сороковой день»).
- 38. Антиквары. Криминальные роман и повести. М.: Сигма-пресс, 1994. 430 с. (Криминальный экспресс). ISBN 5-85949-018-3. (Роман «Не загоняйте в угол прокурора». Повести «Антиквары» и «Недоразумение»).
- 39. Среда обитания. Криминальные романы. М.: Сигма-пресс, 1994. 351 с. (Криминальный экспресс). ISBN 5-85949-015-6. («Третий дубль» и «Среда обитания»).
- 40. Пунктирная линия. Криминальные повести и роман. М.: Сигма-пресс, 1994. 366 с. (Криминальный экспресс). ISBN 5-85949-014-7. (Роман «Пунктирная линия». Повести «Крутой поворот» и «Наводнение»).
- 41. Анонимный заказчик. Криминальные роман и повести. М.: Сигма-пресс, 1994. 397 с. (Криминальный экспресс). ISBN 5-85949-016-5. (Роман «Анонимный заказчик». Повести «Увольнение на сутки» и «Смерть транзитного пассажира».
- 42. Пропавшие среди живых. Криминальные повести. М.: Сигма-пресс, 1994. 334 с. (Криминальный экспресс). ISBN 5-85949-017-4. («Пропавшие среди живых» и «Выстрел в Орельей Гриве»).

1995
- 43. Ищейка. Роман, повести. М. : Воениздат, 1995. 396 с. (Детектив. Приключения). ISBN 5-203-01773-5. (Роман «Ищейка». Повести «Выстрел в Орельей Гриве» и «Увольнение на сутки»).
- 44. Реки Вавилона. М.: РБП, 1995. 7 с., включая обложку, ил. (Рекламная библиотечка поэзии) (50 лет Великой Победы). ISBN 5-7612-0261-1.
- 45. По чужому сценарию. Романы. Художники В. Ю. Щербаков и И. Г. Сауков. М.: ЭКСМО, 1995. 388 с., ил. Серия «Чёрная кошка». ISBN 5-85585-268-7 («Ищейка» и «По чужому сценарию»).

1996
- 46. По чужому сценарию . Роман. М.: ЭКСМО, 1996. 318 с. (Русский бестселлер. РБ). ISBN 5-85585-416-7.
- 47. Воры носят фрак. Романы. СПб.: ТОО «Фолио-пресс», 1996. 475 с., ил. ISBN 5-7627-0044-5. («По чужому сценарию» и «Воры носят фрак»).
- 48. По чужому сценарию. Роман. СПб.: ЗАО «АТОН», 1996. 317 с., ил. ISBN 5-89077-012-8.
- 49. Частный сыщик. Роман. СПб.: ЗАО «АТОН», 1996. 318 с. (Частный сыщик в России). ISBN 5-89077-012-8.
- 50. Не загоняйте прокурора в угол. Роман. СПб.: ЗАО «АТОН», 1996.
- 51. Белая дурь. Художники И. Г. Сауков и Г. И. Сауков. М.: ЭКСМО, 1996. 404 с., ил. (Серия «Черная кошка»). ISBN 5-85585-575-9. (Роман «Третий дубль». Повесть «Белая дурь»).

1997
- 52. Кто следующий…? Сборник. СПб.: ТОО «Фолио-пресс», 1997. 462 с., ил. ISBN 5-7627-0055-0. (Роман «Кто следующий?». Повесть «Спроси зарю». Рассказы «На Ладоге свежий ветер», «Неизвестный голландский мастер», «Война с одуванчиками»).
- 53. Белая дурь. М.: ЭКСМО, 1997. 316 с. (Русский бестселлер. РБ). ISBN 5-251-00222-X.
- 54. Провальное дело. Романы. М.: ЭКСМО-пресс, 1997. 404 с., ил. (Серия «Черная кошка»). ISBN 5-04-000143-6. («Провальное дело» и «Кто следующий?»).
- 55. Охота на сыщика. Ищейка. Художник А. Шахгелдян. М.; Тула: Сантакс-пресс, 1997. 382 с., ил. (Сыщик). ISBN 5-88970-092-8.
- 56. Анонимный заказчик. А воры носят фрак. Художник А. Адашев. М.: Сантакс-пресс, 1997. 335 с., ил. (Сыщик). ISBN 5-88970-095-8.

1998
- 57. Дамы просят крови. СПб: Фолио-Пресс, 1998. 447 с., ил. ISBN 5-7627-0115-8.
- 58. Провальное дело. Ностальгический детектив. М.: ЭКСМО-пресс, 1998. 396 с. (Русский бестселлер). ISBN 5-04-001141-5.

2000
- 59. В интересах следствия. Романы. М.: Центрполиграф, 2000. 488 с. (Чёрная метка). ISBN 5-227-00675-X. («Дамы просят крови» и «В интересах следствия»).

2002
- 60. Дамы просят крови. М.: Центрполиграф, 2002. 346 с. (Чёрная метка. Бестселлер). ISBN 5-227-01648-8.
- 61. В интересах следствия. Роман. М.: Центрполиграф, 2002. 347 с. (Чёрная метка. Бестселлер). ISBN 5-227-01649-6.
- 62. Не загоняйте прокурора в угол. М.: АСТ: Олимп, 2002. 428 c. (Классика отечественного детектива). ISBN 5-17-008731-4.
- 63. Белая дурь. М.: Детектив-Пресс, 2002. 409 с. (Избранные произведения об уголовном розыске). ISBN 5-89935-038-5. (200-летию МВД России посвящается).
- 64. Автопортрет с криминалом. В сборнике: Детективы «Сельской молодёжи». 2002. № 2. М.: Подвиг, 2002. 271 с., ил.

2003
- 65. Автопортрет на фоне криминала. Роман. В журнале «Роман-газета». 2003. № 19 (1457). М.: ЗАО «Роман-газета», 2003. 112 с., цв. ил., портрет.

2005
- 66. Пропавшие среди живых ; Выстрел в Орельей Гриве ; Крутой поворот ; Среда обитания ; Анонимный заказчик ; Круги : [романы] / — М. : РИПОЛ классик, 2005. — 796, [2] с.; 21 см. — (Лучший российский детектив).; ISBN 5-7905-2383-8

2007
- 67. С кратким визитом. Открытый роман. В журнале «Роман-газета». 2007. № 19 (1553). М.: Роман-газета, 2007. 112 с., ил.

2014
- 68. Крутой поворот. М.: Вече, 2014. 381 с. (Сделано в СССР. Любимый детектив). ISBN 978-5-4444-1738-6. (Повести «Крутой поворот» и «Антиквары». Роман «Крутой поворот» и «Антиквары». Роман «Анонимный заказчик»).

2015
- 69. Пропавшие среди живых. Повесть, роман. СПб.; Амфора, 2015. 413 с. (Милицейский детектив. Дело ведёт подполковник Корнилов). ISBN 978-5-367-03483-7.
- 70. Крутой поворот. СПб.: Амфора, 2015. 381 с. (Милицейский детектив. Дело ведёт подполковник Корнилов). ISBN 978-5-367-03482-0.
- 71. Пунктирная линия. СПб.: Амфора, 2015. 446 с. (Дело ведёт подполковник Корнилов). ISBN 978-5-367-03484-4. (Повести «Круги» и «Среда обитания». Роман «Пунктирная линия»).

2017
- 72. Третий дубль. М.: Вече, 2017. 349 с. (Любимый детектив). ISBN 978-5-4444-5603.
- 73. С кратким визитом. М.: Вече, 2017. 350 с. (Любимый детектив). ISBN 978-5-4444-5604-0.

2018
- 74. Пираты московских морей. М.: Вече, 2018. 381 с. (Любимый детектив). ISBN 978-5-4444-6662-9.